# 16. Reserve-Division (Deutsches Kaiserreich)
Die 16. Reserve-Division war ein Großverband der Preußischen Armee im Ersten Weltkrieg.

## Gliederung

### Kriegsgliederung bei Mobilmachung 1914
- 29. Reserve-Infanterie-Brigade
  - Reserve-Infanterie-Regiment Nr. 29
  - Reserve-Infanterie-Regiment Nr. 65
- 31. Reserve-Infanterie-Brigade
  - Reserve-Infanterie-Regiment Nr. 28
  - Reserve-Infanterie-Regiment Nr. 68
- Schweres Reserve-Reiter-Regiment Nr. 2
- Reserve-Feldartillerie-Regiment Nr. 16
- 1. Reserve-Kompanie/1. Rheinisches Pionier-Bataillon Nr. 8
- 2. Reserve-Kompanie/1. Rheinisches Pionier-Bataillon Nr. 8

### Kriegsgliederung vom 10. April 1918
- 31. Reserve-Infanterie-Brigade
  - Reserve-Infanterie-Regiment Nr. 29
  - Reserve-Infanterie-Regiment Nr. 30
  - Reserve-Infanterie-Regiment Nr. 68
- 4. Eskadron/Kürassier-Regiment „Graf Gessler“ (Rheinisches) Nr. 8
- Artillerie-Kommandeur Nr. 106
  - Reserve-Feldartillerie-Regiment Nr. 16
  - Fußartillerie-Bataillon Nr. 127
- Pionier-Bataillon Nr. 316
- Divisions-Nachrichten-Kommandeur Nr. 416

## Gefechtskalender

### 1914
- 22. bis 23. August --- Schlacht bei Neufchâteau
- 24. bis 29. August --- Schlacht an der Maas
- 30. August bis 5. September --- Verfolgung von der Maas zur Marne
- 6. bis 12. September --- Schlacht an der Marne
- 13. September bis 19. Dezember --- Stellungskämpfe in der Champagne
- 20. bis 30. Dezember --- Schlacht bei Souain, Perthes-lès-Hurlus und Beauséjour (1. Schlacht bei Perthes)
- ab 31. Dezember --- Stellungskämpfe in der Champagne

### 1915
- bis 7. Januar --- Stellungskämpfe in der Champagne
- 8. bis 13. Januar --- Schlacht bei Perthes-lès-Hurlus und Beauséjour (2. Schlacht bei Perthes)
- 14. bis 31. Januar --- Stellungskämpfe in der Champagne
- 1. bis 5. Februar --- Schlacht bei Perthes-lès-Hurlus und Massiges (3. Schlacht bei Perthes)
- 6. bis 15. Februar --- Stellungskämpfe in der Champagne
- 16. bis 19. Februar --- Schlacht bei Perthes-lès-Hurlus und Beauséjour (4. Schlacht bei Perthes)
- 21. Februar bis 20. März --- Winterschlacht in der Champagne
- 21. März bis 21. September --- Stellungskämpfe in der Champagne
- 22. September bis 18. Oktober --- Herbstschlacht in der Champagne
- ab 19. Oktober --- Kämpfe an der Aisne

### 1916
- bis 19. Oktober --- Kämpfe an der Aisne
- 20. Oktober bis 26. November --- Schlacht an der Somme
- ab 27. November --- Kämpfe an der Aisne

### 1917
- bis 15. März --- Kämpfe an der Aisne
- 15. März bis 5. April --- Stellungskämpfe an der Aisne
- 6. bis 26. April --- Doppelschlacht an der Aisne und in der Champagne
- 26. April bis 6. Mai --- Stellungskämpfe vor Verdun
- 7. Mai bis 12. Juni --- Stellungskämpfe in Lothringen
- 13. Juni bis 5. Juli --- Stellungskampf im Oberelsass
- 6. bis 10. Juli --- Transport nach dem Osten
- 23. Juli bis 5. August --- Verfolgungskämpfe in Ostgalizien und der Bukowina
- 6. August bis 6. September --- Stellungskämpfe nordöstlich Czernowitz
- 7. September bis 16. November --- Stellungskämpfe an der Ostgrenze der Bukowina
- 16. bis 22. November --- Transport nach Westen
- 22. November bis 2. Dezember --- Stellungskämpfe nördlich der Ailette
- 3. bis 7. Dezember --- Angriffsschlacht bei Cambrai
- ab 8. Dezember --- Kämpfe in der Siegfriedstellung

### 1918
- bis 31. Januar --- Kämpfe in der Siegfriedstellung
- 1. Februar bis 20. März --- Kämpfe in der Siegfriedstellung und Vorbereitungszeit für die Große Schlacht in Frankreich
- 21. März bis 6. April --- Große Schlacht in Frankreich
- 7. bis 9. April --- Kämpfe an der Ancre, Somme und Avre
- 10. April bis 20. August --- Kämpfe zwischen Arras und Albert
- 21. August bis 2. September --- Schlacht bei Monchy-Bapaume
- 3. bis 26. September --- Kämpfe vor der Siegfriedfront
- 28. September bis 17. Oktober --- Abwehrschlacht in Flandern
- 18. bis 24. Oktober --- Nachhutkämpfe zwischen Yser und Lys
- 25. Oktober bis 1. November --- Schlacht an der Lys
- 2. bis 4. November --- Nachhutkämpfe beiderseits der Schelde
- 5. bis 11. November --- Rückzugskämpfe vor der Antwerpen-Maas-Stellung
- ab 12. November --- Räumung des besetzten Gebietes und Marsch in die Heimat

## Kommandeure

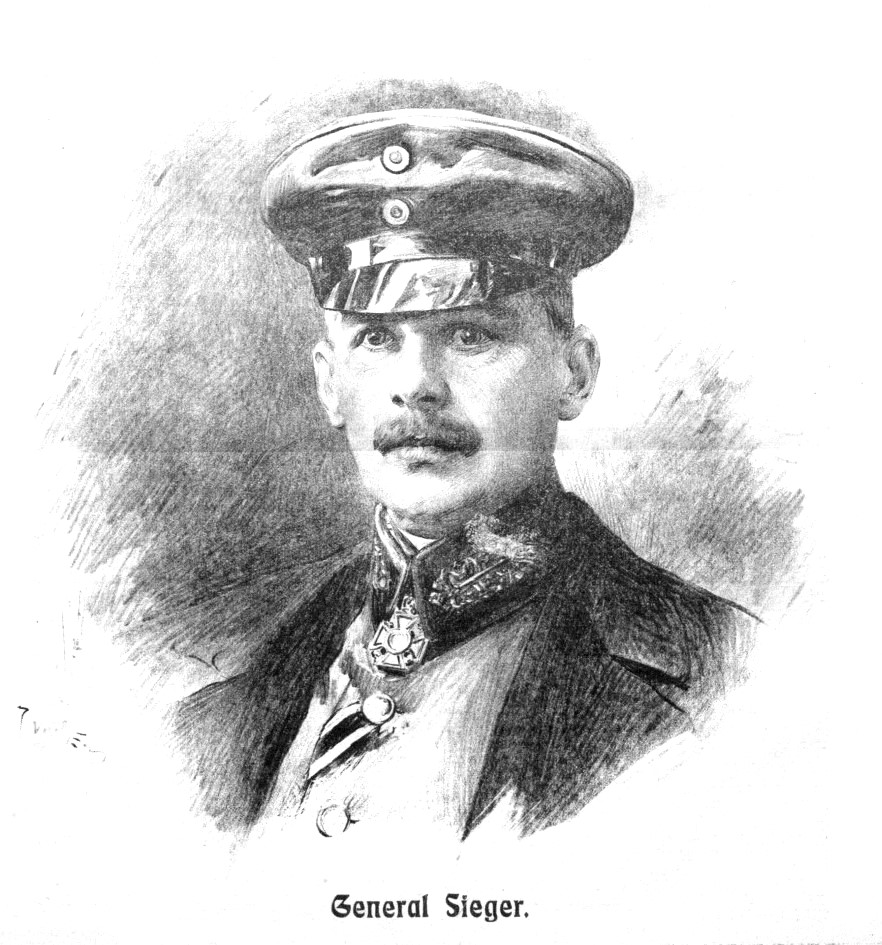
Ludwig Sieger

| Dienstgrad      | Name                            | Datum                                 |
| --------------- | ------------------------------- | ------------------------------------- |
| Generalleutnant | Wilhelm Mootz                   | 02. August 1914 bis 1. Januar 1915    |
| Generalmajor    | Constantin von Altrock          | 02. Januar bis 24. Mai 1915           |
| Generalmajor    | Kurth von Ditfurth              | 025. Mai 1915 bis 13. Juni 1916       |
| Generalleutnant | Ludwig Sieger                   | 14. Juni 1916 bis 10. September 1917  |
| Generalleutnant | Friedrich Rüdiger von Hertzberg | 11. September 1917 bis 7. Januar 1919 |